# انترناسیونال
انترناسیونال سرود جهانی و همبستگی طبقه کارگر در سراسر جهان است. این سرود را یوجین ادین پاتیه یک انقلابی آنارشیست و کمونار، در سال ۱۸۷۰ به زبان فرانسه سروده‌است. بعدها این سرود به بیشتر زبان‌های دنیا ترجمه شد.
رهایی از استثمار، رنج، بی‌عدالتی حاکم در جهان و نوید زندگی انسانی از جمله ایده‌های انترناسیونال است. سرود به‌طور اخص در میان کمونیست‌ها و همچنین دیگر جریانات چپ و کارگری رایج است.

## متن سرود بهفارسی
در ایران سرود انترناسیونال چندین بار به زبان فارسی ترجمه شده‌است. اولین بار ابوالقاسم لاهوتی، شاعر و ترانه‌سرای ایرانی این سرود را به فارسی ترجمه کرد. 
این ترجمه به این صورت است:
| برخیز ای داغ لعنت خورده دنیای فقر و بندگی     | جوشیده خاطر ما را برده به جنگ مرگ و زندگی     |
| باید از ریشه براندازیم کهنه جهان جور و بند    | وآنگه نوین جهانی سازیم هیچ بودگان هرچیز گردند |
| روز قطعی جدال است آخرین رزم ما                | انترناسیونال است نجات انسان‌ها                 |
| برما نبخشد فتح و شادی، نه شه نه بت نه آسمان   | با دست خود گیریم آزادی در پیکارهای بی‌امان     |
| تا ظلم را از عالم بروبیم نعمت خود آریم به دست | دمیم آتش را و بکوبیم تا وقتی که آهن گرم است   |
| روز قطعی جدال است آخرین رزم ما                | انترناسیونال است نجات انسان‌ها                 |
| تنها ما تودهٔ جهانی، اردوی بیشمار کار          | داریم حقوق جهانبانی نه که خونخواران غدار      |
| غرد وقتی رعد مرگ‌آور بر دژخیمان و رهزنان       | در این عالم بر ما سراسر تابد خورشید نور افشان |
| روز قطعی جدال است آخرین رزم ما                | انترناسیونال است نجات انسان‌ها                 |

از شعر «انترناسیونال» ترجمه‌ای دیگری هم از احمد شاملو هست که در شماره ۳۳ «کتاب جمعه» [ویژه‌نامهٔ روز اول ماه مه]، به تاریخ ۱۱ اردیبهشت ماه سال ۱۳۵۹ خورشیدی به چاپ رسیده‌است. برگردان «شاملو» از متن فرانسه این سروده انجام شده‌است.
| برخیزید، دوزخیان زمین!                    |
| برخیزید، زنجیریان گرسنگی!                 |
| عقل از دهانهٔ آتشفشان خویش تندر وار می‌غرد  |
| اینک! فورانِ نهائی‌ست این.                  |
| بساط گذشته بروبیم،                        |
| به‌پا خیزید! خیل بردگان، به‌پا خیزید!       |
| جهان از بنیاد دیگرگون می‌شود               |
| هیچیم کنون، «همه» گردیم!                  |
| نبرد نهائی‌ست این.                         |
| به‌هم گرد آئیم                             |
| و فردا «بین‌الملل»                         |
| طریق بشری خواهد شد.                       |
| رهانندهٔ برتری در کار نیست،                |
| نه آسمان، نه قیصر، نه خطیب.               |
| خود به رهائی خویش برخیزیم، ای تولید گران! |
| رستگاری مشترک را برپا داریم!              |
| تا راهزن، آنچه را که ربوده رها کند،       |
| تا روح از بند رهائی یابد،                 |
| خود به کورهٔ خویش بردمیم                   |
| و آهن را گرماگرم بکوبیم!                  |
| نبرد نهائی‌ست این.                         |
| به‌هم گرد آئیم                             |
| و فردا «بین‌الملل»                         |
| طریق بشری خواهد شد.                       |
| کارگران، برزگران                          |
| فرقهٔ عظیم زحمتکشانیم ما                   |
| جهان جز از آن آدمیان نیست                 |
| مسکن بی‌مصرفان جای دیگری است.              |
| تا کی از شیرهٔ جان ما بنوشند؟              |
| اما، امروز و فردا،                        |
| چندان که غرابان و کرکسان نابود شوند       |
| آفتاب، جاودانه خواهد درخشید.              |
| نبرد نهائی‌ست این.                         |
| به‌هم گرد آئیم                             |
| و فردا «بین‌الملل»                         |
| طریق بشری خواهد شد.                       |

## متن اصلی سرود به فرانسه
Debout, les damnés de la terre
Debout, les forçats de la faim
La raison tonne en son cratère
C'est l'éruption de la fin
Du passé faisons table rase
Foules, esclaves, debout, debout
Le monde va changer de base
Nous ne sommes rien, soyons tout
```
C'est la lutte finale
```

Groupons-nous, et demain
L'Internationale
Sera le genre humain
Il n'est pas de sauveurs suprêmes
Ni Dieu, ni César, ni tribun
Producteurs, sauvons-nous nous-mêmes
Décrétons le salut commun
Pour que le voleur rende gorge
Pour tirer l'esprit du cachot
Soufflons nous-mêmes notre forge
Battons le fer quand il est chaud
```
C'est la lutte finale
```

Groupons-nous, et demain
L'Internationale
Sera le genre humain
L'état comprime et la loi triche
L'impôt saigne le malheureux
Nul devoir ne s'impose au riche
Le droit du pauvre est un mot creux
C'est assez, languir en tutelle
L'égalité veut d'autres lois
Pas de droits sans devoirs dit-elle
Egaux, pas de devoirs sans droits
```
C'est la lutte finale
```

Groupons-nous, et demain
L'Internationale
Sera le genre humain
Hideux dans leur apothéose
Les rois de la mine et du rail
Ont-ils jamais fait autre chose
Que dévaliser le travail
Dans les coffres-forts de la bande
Ce qu'il a créé s'est fondu
En décrétant qu'on le lui rende
Le peuple ne veut que son dû.
```
C'est la lutte finale
```

Groupons-nous, et demain
L'Internationale
Sera le genre humain
Les rois nous saoulaient de fumées
Paix entre nous, guerre aux tyrans
Appliquons la grève aux armées
Crosse en l'air, et rompons les rangs
S'ils s'obstinent, ces cannibales
A faire de nous des héros
Ils sauront bientôt que nos balles
Sont pour nos propres généraux
```
C'est la lutte finale
```

Groupons-nous, et demain
L'Internationale
Sera le genre humain
Ouvriers, paysans, nous sommes
Le grand parti des travailleurs
La terre n'appartient qu'aux hommes
L'oisif ira loger ailleurs
Combien, de nos chairs se repaissent
Mais si les corbeaux, les vautours
Un de ces matins disparaissent
Le soleil brillera toujours.
```
C'est la lutte finale
```

Groupons-nous, et demain
L'Internationale
Sera le genre humain